# Giro d'Italia 2010
Il Giro d'Italia 2010, novantatreesima edizione della "Corsa Rosa", si svolse in 21 tappe dall'8 al 30 maggio 2010 per un totale di 3483,6 km. La vittoria finale andò a Ivan Basso, che concluse la corsa in 87h44'01", a una media complessiva di 39,710 km/h. Per il corridore varesino della Liquigas-Doimo fu il secondo successo dopo quello del 2006.
Oltre alla vittoria finale Basso si aggiudicò due tappe: la cronosquadre, e l'arrivo sullo Zoncolan. Il successo arrivò grazie anche ai piazzamenti nelle frazioni di alta montagna e al lavoro di squadra, che portò Vincenzo Nibali sul terzo gradino del podio. Al secondo posto giunse David Arroyo, che vestì la maglia rosa fino alla terzultima tappa, dopo essere entrato nella fuga della frazione con arrivo all'Aquila nella quale aveva guadagnato una dozzina di minuti sui migliori. Tre australiani conquistarono le altre maglie: Cadel Evans, campione del mondo e vincitore della tappa con arrivo a Montalcino, primo nella classifica a punti. Matthew Lloyd, vincente a Carrara, miglior scalatore. Richie Porte (anche lui in fuga tra Lucera e L'Aquila e per tre giorni in "rosa") leader tra i giovani.

Il percorso era stato presentato ufficialmente il 24 ottobre 2009 allo Studio 2000 di Milano. Dei 198 partenti, conclusero la kermesse 139 atleti. Da questa edizione cambiò la maglia che identifica il leader della classifica a punti: non più ciclamino ma rossa. Per la mancata partecipazione del detentore del titolo Denis Menchov, il numero uno fu assegnato al campione del mondo in carica Cadel Evans. 

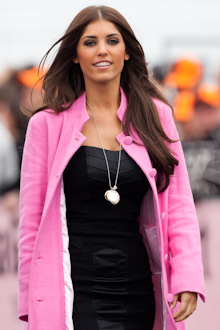
Yolanthe Cabau, madrina dell'edizione 2010 del Giro

.

## Percorso
La partenza del Giro fu ad Amsterdam, nei Paesi Bassi, con una tappa a cronometro individuale: nona volta in cui la tappa d'apertura è avvenuta all'estero, dopo i precedenti di San Marino (1965), Principato di Monaco (1966), Verviers (1973), Città del Vaticano (1974), Atene (1996), Nizza (1998), Groninga (2002) e Seraing (2006). Dopo altre due tappe in terra olandese con partenza da Amsterdam e arrivi a Utrecht e Middelburg, i ciclisti sono rientrati in Italia, ripartendo da Savigliano con una cronometro a squadre. La corsa si concluse a Verona, con a cronometro individuale (come nel 1984). Cinque le tappe con arrivi in salita (Terminillo, Monte Zoncolan, Peio Fonti, Aprica e Passo del Tonale), mentre una terza tappa a cronometro (tutta in salita) giunse al Plan de Corones (con tracciato che ricalcò una frazione già proposta nel 2008); due i giorni di riposo, l'11 e il 24 maggio. La "Cima Coppi" di quest'edizione fu il Passo di Gavia nella ventesima tappa, a 2.618 metri.

## Tappe
| Tappa  | Data      | Percorso                                                     | km      | Vincitore di tappa   | Leader cl. generale |
| ------ | --------- | ------------------------------------------------------------ | ------- | -------------------- | ------------------- |
| 1ª     | 8 maggio  | Amsterdam (NLD) (cron. individuale)                          | 8,4     | Bradley Wiggins      | Bradley Wiggins     |
| 2ª     | 9 maggio  | Amsterdam (NLD) > Utrecht (NLD)                              | 210     | Tyler Farrar         | Cadel Evans         |
| 3ª     | 10 maggio | Amsterdam (NLD) > Middelburg (NLD)                           | 224     | Wouter Weylandt      | Aleksandr Vinokurov |
|        | 11 maggio | giorno di riposo                                             |         |                      |                     |
| 4ª     | 12 maggio | Savigliano > Cuneo (cron. a squadre)                         | 33      | Liquigas-Doimo       | Vincenzo Nibali     |
| 5ª     | 13 maggio | Novara > Novi Ligure                                         | 162     | Jérôme Pineau        | Vincenzo Nibali     |
| 6ª     | 14 maggio | Fidenza > Carrara                                            | 172     | Matthew Lloyd        | Vincenzo Nibali     |
| 7ª     | 15 maggio | Carrara > Montalcino                                         | 220     | Cadel Evans          | Aleksandr Vinokurov |
| 8ª     | 16 maggio | Chianciano Terme > Terminillo                                | 189     | Chris Anker Sørensen | Aleksandr Vinokurov |
| 9ª     | 17 maggio | Frosinone > Cava de' Tirreni                                 | 187     | Matthew Goss         | Aleksandr Vinokurov |
| 10ª    | 18 maggio | Avellino > Bitonto                                           | 230     | Tyler Farrar         | Aleksandr Vinokurov |
| 11ª    | 19 maggio | Lucera > L'Aquila                                            | 262     | Evgenij Petrov       | Richie Porte        |
| 12ª    | 20 maggio | Città Sant'Angelo > Porto Recanati                           | 206     | Filippo Pozzato      | Richie Porte        |
| 13ª    | 21 maggio | Porto Recanati > Cesenatico                                  | 223     | Manuel Belletti      | Richie Porte        |
| 14ª    | 22 maggio | Ferrara > Asolo                                              | 205     | Vincenzo Nibali      | David Arroyo        |
| 15ª    | 23 maggio | Mestre > Monte Zoncolan                                      | 222     | Ivan Basso           | David Arroyo        |
|        | 24 maggio | giorno di riposo                                             |         |                      |                     |
| 16ª    | 25 maggio | San Vigilio di Marebbe > Plan de Corones (cron. individuale) | 12,9    | Stefano Garzelli     | David Arroyo        |
| 17ª    | 26 maggio | Brunico > Peio Fonti                                         | 173     | Damien Monier        | David Arroyo        |
| 18ª    | 27 maggio | Levico Terme > Brescia                                       | 156     | André Greipel        | David Arroyo        |
| 19ª    | 28 maggio | Brescia > Aprica                                             | 195     | Michele Scarponi     | Ivan Basso          |
| 20ª    | 29 maggio | Bormio > Ponte di Legno-Tonale                               | 178     | Johann Tschopp       | Ivan Basso          |
| 21ª    | 30 maggio | Verona (cron. individuale)                                   | 15,3    | Gustav Larsson       | Ivan Basso          |
| Totale | Totale    | Totale                                                       | 3 483,6 |                      |                     |

## Squadre e corridori partecipanti
Al Giro furono invitate 22 squadre, delle quali 15 rientravano nel circuito UCI ProTour mentre 7 erano UCI Professional Continental Team:
| N.      | Cod. | Squadra               |
| ------- | ---- | --------------------- |
| 1-9     | BMC  | BMC Racing Team       |
| 11-19   | ASA  | Acqua & Sapone        |
| 21-29   | ALM  | AG2R La Mondiale      |
| 31-39   | AND  | Androni Giocattoli    |
| 41-49   | AST  | Astana Team           |
| 51-59   | BTL  | Bbox Bouygues Telecom |
| 61-69   | GCE  | Caisse d'Epargne      |
| 71-79   | CTT  | Cervélo TestTeam      |
| 81-89   | COF  | Cofidis               |
| 91-99   | COG  | Colnago-CSF Inox      |
| 101-109 | FOT  | Footon-Servetto       |

| N.      | Cod. | Squadra             |
| ------- | ---- | ------------------- |
| 111-119 | GRM  | Garmin-Transitions  |
| 121-129 | LAM  | Lampre-Farnese Vini |
| 131-139 | LIQ  | Liquigas-Doimo      |
| 141-149 | OLO  | Omega Pharma-Lotto  |
| 151-159 | QST  | Quick Step          |
| 161-169 | RAB  | Rabobank            |
| 171-179 | SKY  | Team Sky            |
| 181-189 | THR  | Team HTC-Columbia   |
| 191-199 | KAT  | Team Katusha        |
| 201-209 | MRM  | Team Milram         |
| 211-219 | SAX  | Team Saxo Bank      |

## Dettagli delle tappe

### 1ª tappa
- 8 maggio: Amsterdam (Paesi Bassi) – Cronometro individuale – 8,4 km

Risultati
| Pos. | Corridore        | Squadra  | Tempo  |
| ---- | ---------------- | -------- | ------ |
| 1    | Bradley Wiggins  | Team Sky | 10'18" |
| 2    | Brent Bookwalter | BMC      | a 2"   |
| 3    | Cadel Evans      | BMC      | s.t.   |

| Pos. | Corridore        | Squadra  | Tempo  |
| ---- | ---------------- | -------- | ------ |
| 1    | Bradley Wiggins  | Team Sky | 10'18" |
| 2    | Brent Bookwalter | BMC      | a 2"   |
| 3    | Cadel Evans      | BMC      | s.t.   |

Descrizione e riassunto

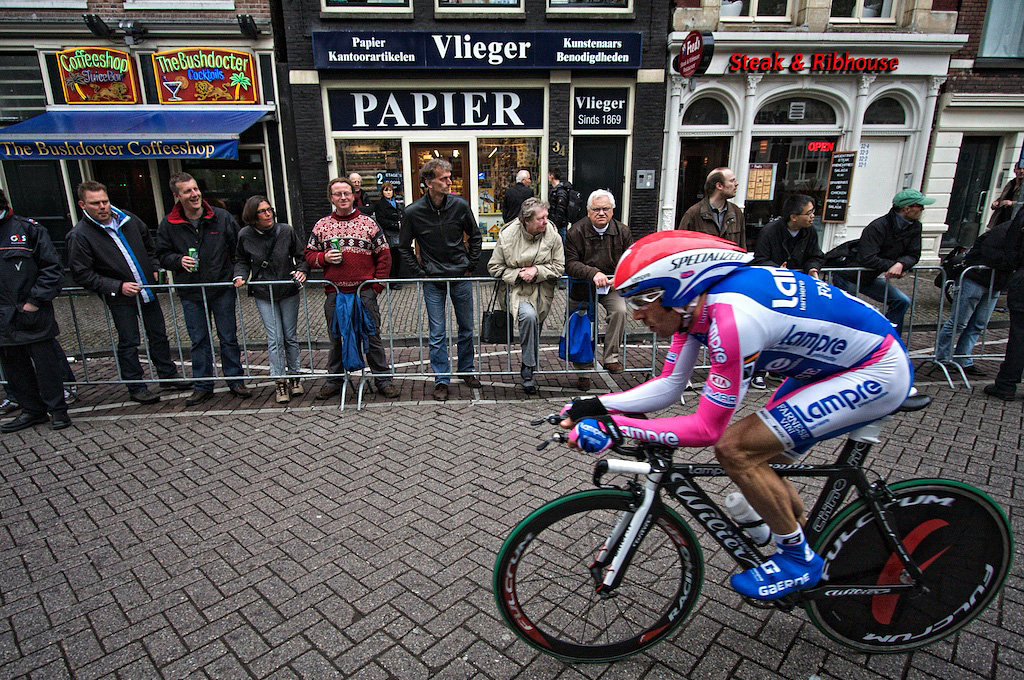
Gilberto Simoni durante il cronoprologo di Amsterdam

Cronometro pianeggiante e per specialisti quella percorsa nel centro di Amsterdam, lungo i canali e binari dei tram. La partenza era posta in Museumplein, distante 8,4 km dall'arrivo collocato nei pressi dello Stadio Olimpico.
A vincere è stato il campione britannico di specialità Bradley Wiggins, seguito dall'outsider Brent Bookwalter, compagno di squadra alla BMC di uno dei favoriti della vigilia, Cadel Evans (terzo classificato). La pioggia ha svantaggiato buona parte dei corridori, senza però troppe sorprese nei distacchi. Da segnalare la prova di Vincenzo Nibali: l'atleta della Liquigas ha sostituito in extremis Franco Pellizotti, ottenendo un buon piazzamento (undicesimo a 10") nonostante abbia preso in pieno con la propria bicicletta un piccione e abbia rischiato di cadere diverse volte. Unica scivolata, comunque senza conseguenze, è stata quella di Domenico Pozzovivo, uomo di classifica della Colnago-CSF Inox.

### 2ª tappa
- 9 maggio: Amsterdam (Paesi Bassi) > Utrecht (Paesi Bassi) – 210 km

Risultati
| Pos. | Corridore      | Squadra  | Tempo    |
| ---- | -------------- | -------- | -------- |
| 1    | Tyler Farrar   | Garmin   | 4h56'46" |
| 2    | Matthew Goss   | HTC      | s.t.     |
| 3    | Fabio Sabatini | Liquigas | s.t.     |

| Pos. | Corridore           | Squadra     | Tempo    |
| ---- | ------------------- | ----------- | -------- |
| 1    | Cadel Evans         | BMC         | 5h07'09" |
| 2    | Tyler Farrar        | Garmin      | a 1"     |
| 3    | Aleksandr Vinokurov | Astana Team | a 3"     |

Descrizione e riassunto
La seconda tappa, ancora in terra olandese, ha portato i corridori dalla capitale Amsterdam a Utrecht. Lunga 210 km, quasi completamente pianeggianti, ha presentato i primi due Gran Premi della Montagna, praticamente impercettibili per i corridori.
La tappa è stata caratterizzata da diverse cadute, dovute alla pioggia e ai tanti spartitraffico (scarsamente segnalati), che hanno visto protagonisti tra i tanti il campione italiano Filippo Pozzato e numerosi pretendenti alla vittoria finale, come lo spagnolo Carlos Sastre, la stessa maglia rosa Bradley Wiggins, gli italiani Damiano Cunego e Gilberto Simoni, e velocisti come l'americano Tyler Farrar e l'italiano Alberto Loddo. Fra questi è riuscito a rientrare nel gruppo di testa solo Farrar. La frazione ha visto una fuga iniziale di quattro corridori - il tedesco Paul Voss, gli italiani Stefano Pirazzi e Mauro Facci e l'olandese Rick Flens - tentativo ripreso a meno di 30 km dall'arrivo. La volata generale, di un gruppo comunque ridotto dalle numerose scivolate, è stata vinta dall'americano Farrar sull'australiano Goss e l'italiano Sabatini. Arrivando con 37" di ritardo, Wiggins ha ceduto la maglia rosa al campione del mondo Cadel Evans, primo con appena un secondo di vantaggio su Farrar (che recupera terreno grazie ai 20" di abbuono) e 3" su Vinokurov. Perdono secondi in classifica anche Sastre, Cunego e Simoni. La prima maglia verde è Paul Voss, quella rossa va a Tyler Farrar. La maglia bianca, invece, resta a Richie Porte. Si registra anche il ritiro di Martin Kohler (BMC), primo di questo Giro.

### 3ª tappa
- 10 maggio: Amsterdam (Paesi Bassi) > Middelburg (Paesi Bassi) – 224 km

Risultati
| Pos. | Corridore       | Squadra     | Tempo    |
| ---- | --------------- | ----------- | -------- |
| 1    | Wouter Weylandt | Quick Step  | 5h00'06" |
| 2    | Graeme Brown    | Rabobank    | s.t.     |
| 3    | Robert Förster  | Team Milram | s.t.     |

| Pos. | Corridore           | Squadra     | Tempo     |
| ---- | ------------------- | ----------- | --------- |
| 1    | Aleksandr Vinokurov | Astana Team | 10h07'18" |
| 2    | Richie Porte        | Saxo Bank   | s.t.      |
| 3    | David Millar        | Garmin      | a 1"      |

Descrizione e riassunto
L'ultima tratta fuori dai confini italiani, prima del riposo e conseguente trasferimento, ha costeggiato prettamente il Mare del Nord, tra dighe, laghi, mulini a vento e depressioni tipiche dei Paesi Bassi. Il forte vento ha costituito un ostacolo inevitabile per i ciclisti.

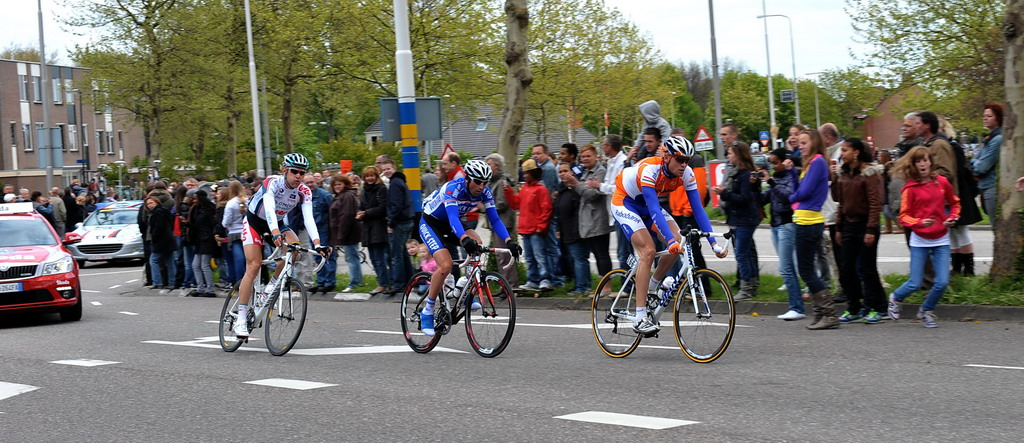
Jérôme Pineau, Olivier Kaisen e Tom Stamsnijder in fuga

Nella prima parte del percorso si sono messi in luce tre corridori (Jérôme Pineau, Olivier Kaisen e Tom Stamsnijder), venendo ripresi ad una novantina di chilometri dal termine, anche per il ritmo sostenuto tenuto dalle squadre dei velocisti. Oltre ai "ventagli", che hanno frammentato più volte il gruppo fino alla linea d'arrivo, ancora molte cadute hanno segnato la frazione: Christian Vandevelde è stato costretto al ritiro in seguito ad una di esse. Coinvolti anche Bradley Wiggins (per il secondo giorno consecutivo), Marzio Bruseghin e Marco Pinotti, mentre altri sprinter sono rimasti tagliati fuori. La maglia rosa Cadel Evans ha invece perso terreno a causa di un rallentamento per evitare corridori e biciclette (soprattutto del Team Sky); vano il suo tentato recupero (perderà 45"). La volata ristretta ha visto vincente Wouter Weylandt della Quick Step, su Graeme Brown (Rabobank) e Robert Förster (Team Milram). Nuovo leader della generale è Aleksandr Vinokurov; Richie Porte, maglia bianca, ha però il suo stesso tempo.

### 4ª tappa
- 12 maggio: Savigliano > Cuneo - Cronometro a squadre – 33 km

Risultati
| Pos. | Squadra           | Tempo  |
| ---- | ----------------- | ------ |
| 1    | Liquigas-Doimo    | 36'37" |
| 2    | Team Sky          | a 13"  |
| 3    | Team HTC-Columbia | a 21"  |

| Pos. | Corridore       | Squadra  | Tempo     |
| ---- | --------------- | -------- | --------- |
| 1    | Vincenzo Nibali | Liquigas | 10h44'00" |
| 2    | Ivan Basso      | Liquigas | a 13"     |
| 3    | Valerio Agnoli  | Liquigas | a 20"     |

Descrizione e riassunto
Praticamente un lungo rettilineo in impercettibile salita ha separato Savigliano da Cuneo. L'obbligo per le squadre di rimanere compatte era fondamentale, vista la brevità del percorso per esperti della velocità. Unico riferimento cronometrico era a Centallo, posto circa a metà tragitto.
Complici le condizioni climatiche variabili, che hanno visto alternarsi sole a pioggia incessante, la Liquigas-Doimo si classifica prima anche grazie ad un'ottima seconda parte di gara. Il team italiano, con questo risultato, pone tre suoi corridori al vertice della classifica generale (rispettivamente Vincenzo Nibali, che non doveva nemmeno partecipare al Giro, Ivan Basso e Valerio Agnoli). Quinta a 38" l'Astana dell'ex leader Aleksandr Vinokurov, visibilmente arrabbiato al traguardo. Perde terreno anche la BMC di Cadel Evans.

### 5ª tappa
- 13 maggio: Novara > Novi Ligure – 162 km

Risultati
| Pos. | Corridore       | Squadra    | Tempo    |
| ---- | --------------- | ---------- | -------- |
| 1    | Jérôme Pineau   | Quick Step | 3h45'59" |
| 2    | Julien Fouchard | Cofidis    | s.t.     |
| 3    | Yukiya Arashiro | Bouygues   | s.t.     |

| Pos. | Corridore       | Squadra  | Tempo     |
| ---- | --------------- | -------- | --------- |
| 1    | Vincenzo Nibali | Liquigas | 14h30'03" |
| 2    | Ivan Basso      | Liquigas | a 13"     |
| 3    | Valerio Agnoli  | Liquigas | a 20"     |

Descrizione e riassunto
Frazione in onore di Fausto Coppi, con arrivo a Novi Ligure. Due GPM di terza categoria, il primo ad Avolasca, il secondo presso Castellania e dedicato proprio al "Campionissimo", erano le uniche lievi difficoltà che hanno condotto ad un circuito "movimentato" di 29,5 km, passante per Gavi e Serravalle Scrivia.
Subito quattro uomini hanno preso l'iniziativa dopo pochi chilometri (la maglia verde Paul Voss, interessata ai punti per la speciale classifica, i due francesi Jérôme Pineau e Julien Fouchard, nonché il giapponese Yukiya Arashiro). Con un vantaggio massimo di 5'40", i fuggitivi - eccezion fatta per Voss, staccatosi dopo l'ultima ascesa - hanno mantenuto un risicato margine nei confronti del gruppo fino al traguardo (appena 4"), regolato in volata da Tyler Farrar. Con la vittoria ottenuta, Pineau guadagna anche la maglia rossa. La classifica generale, invece, rimane pressoché invariata.

### 6ª tappa
- 14 maggio: Fidenza > Carrara – 172 km

Risultati
| Pos. | Corridore          | Squadra       | Tempo    |
| ---- | ------------------ | ------------- | -------- |
| 1    | Matthew Lloyd      | Omega Pharma  | 4h24'20" |
| 2    | Rubens Bertogliati | Androni Gioc. | a 1'06"  |
| 3    | Danilo Hondo       | Lampre        | a 1'15"  |

| Pos. | Corridore       | Squadra  | Tempo     |
| ---- | --------------- | -------- | --------- |
| 1    | Vincenzo Nibali | Liquigas | 18h55'38" |
| 2    | Ivan Basso      | Liquigas | a 13"     |
| 3    | Valerio Agnoli  | Liquigas | a 20"     |

Descrizione e riassunto
Dopo un altro trasferimento in autobus da Cuneo a Fidenza, i corridori hanno "assaggiato" l'Appennino, affrontando, nell'ordine, il Passo del Brattello (GPM di 2ª categoria) e negli ultimi 30 km le scalate di Spolverina (ancora 2ª categoria) e Bedizzano (di 3ª).
Seconda fuga consecutiva che va in porto e che vede trionfante in solitaria Matthew Lloyd. Dopo svariati tentativi, riescono ad avere maggior spazio l'australiano della Omega Pharma-Lotto e Rubens Bertogliati. Lungo la prima discesa, a causa dell'asfalto viscido, nel gruppo cadono Paolo Tiralongo e Guillaume Bonnafond, oltre a Massimo Codol e Domenico Pozzovivo. I primi due (con l'italiano decimo nella "generale") sono costretti al ritiro. Nei pressi del secondo GPM tentano la sortita, rivelatasi inutile, cinque corridori (Klimov, Petrov, Bono, Sarmiento e Tschopp), mentre nella seguente spianata prova ad andarsene persino Alessandro Petacchi (senza successo). In testa, Bertogliati perde contatto e arriverà ad 1' e 6" dal primo, anticipando il plotone, regolato da Danilo Hondo, di appena 9". In virtù degli scollinamenti, Lloyd conquista anche la maglia verde; Farrar indossa nuovamente quella rossa.

### 7ª tappa
- 15 maggio: Carrara > Montalcino – 220 km

Risultati
| Pos. | Corridore           | Squadra     | Tempo    |
| ---- | ------------------- | ----------- | -------- |
| 1    | Cadel Evans         | BMC         | 5h13'37" |
| 2    | Damiano Cunego      | Lampre      | a 2"     |
| 3    | Aleksandr Vinokurov | Astana Team | s.t.     |

| Pos. | Corridore           | Squadra     | Tempo     |
| ---- | ------------------- | ----------- | --------- |
| 1    | Aleksandr Vinokurov | Astana Team | 24h09'42" |
| 2    | Cadel Evans         | BMC         | a 1'12"   |
| 3    | David Millar        | Garmin      | a 1'29"   |

Descrizione e riassunto
Non doveva lasciare illusioni la prima parte pianeggiante del percorso, nonostante l'eliminazione alla vigilia dello strappo di Volterra, a causa di una frana. Dopo la discesa del Passo del Rospatoio (3ª categoria), due tratti in saliscendi interamente in sterrato caratterizzano la tappa. Altre difficoltà sono state la salita di Poggio Civitella (GPM di 2ª categoria) e l'ultimo muro in lastricato proprio a Montalcino.
Il Giro riparte orfano di Marzio Bruseghin ed Eros Capecchi. Condizionata nuovamente dalla pioggia, la tappa ha visto numerose cadute, compresa quella delle maglie rosa e bianca, nonché di alcuni loro compagni della Liquigas-Doimo, nel tratto topico in discesa poco prima dello sterrato. Clima al limite dell'anarchia, inutile il lavoro delle squadre (persino le ammiraglie non sono riuscite ad assistere i corridori tempestivamente). Annullata una lunga fuga di Nicki Sørensen e Rick Flens, Aleksandr Vinokurov e Cadel Evans hanno provato diverse azioni nel fango delle "strade bianche". Nel forcing finale degli ultimi 700 metri in salita, è stato proprio il campione del mondo ad imporsi, anticipando Damiano Cunego. Nibali, giunto a 2 minuti, ha perso il simbolo del primato a vantaggio del capitano dell'Astana; Richie Porte riprende invece la leadership dei giovani.

### 8ª tappa
- 16 maggio: Chianciano Terme > Terminillo – 189 km

Risultati
| Pos. | Corridore         | Squadra   | Tempo    |
| ---- | ----------------- | --------- | -------- |
| 1    | Chris A. Sørensen | Saxo Bank | 4h50'48" |
| 2    | Simone Stortoni   | Colnago   | a 30"    |
| 3    | Xavier Tondó      | Cervélo   | a 36"    |

| Pos. | Corridore           | Squadra     | Tempo     |
| ---- | ------------------- | ----------- | --------- |
| 1    | Aleksandr Vinokurov | Astana Team | 29h01'26" |
| 2    | Cadel Evans         | BMC         | a 1'12"   |
| 3    | Vincenzo Nibali     | Liquigas    | a 1'33"   |

Descrizione e riassunto
Il Terminillo è stato il primo arrivo in quota dell'edizione. Prima di affrontare la salita di 16 km da Vazia (1100 m di dislivello, pendenza media del 7,3%), i corridori hanno attraversato l'Umbria, superando il valico di Monte Nibbio e ammirando il paesaggio della Cascata delle Marmore (due GPM di terza categoria).
Durante il percorso, il Giro perde Alessandro Petacchi e Sacha Modolo, due potenziali protagonisti delle volate, oltre ai fratelli Andrea e Francesco Masciarelli. Dopo il Monte Nibbio, evadono dal gruppo 17 corridori, tutti con caratteristiche prettamente da passista (tra cui Thomas Voeckler, Addy Engels, Steve Cummings). La selezione dell'ultima ascesa ha risparmiato alla rimonta degli uomini di classifica solo Chris Anker Sørensen, Simone Stortoni, Xavier Tondó ed Evgenij Petrov, giunti alla spicciolata e con una fitta nebbia ai 1672 m di quota davanti al gruppo della maglia rosa, trainato dall'attivo John Gadret. I pesanti distacchi di David Millar e Vladimir Karpets permettono il recupero nella graduatoria generale dei diretti inseguitori. Cadel Evans copre la maglia iridata con quella rossa.

### 9ª tappa
- 17 maggio: Frosinone > Cava de' Tirreni – 187 km

Risultati
| Pos. | Corridore       | Squadra | Tempo    |
| ---- | --------------- | ------- | -------- |
| 1    | Matthew Goss    | HTC     | 4h08'17" |
| 2    | Filippo Pozzato | Katusha | s.t.     |
| 3    | Tyler Farrar    | Garmin  | s.t.     |

| Pos. | Corridore           | Squadra     | Tempo     |
| ---- | ------------------- | ----------- | --------- |
| 1    | Aleksandr Vinokurov | Astana Team | 33h09'43" |
| 2    | Cadel Evans         | BMC         | a 1'12"   |
| 3    | Vincenzo Nibali     | Liquigas    | a 1'33"   |

Descrizione e riassunto
Partendo da Frosinone, il gruppo giunge nel salernitano attraversando buona parte della Valle del Liri e della Provincia di Caserta, passando per il relativo capoluogo, Nola e Sarno. Tutta pianura fino a quattro chilometri dal traguardo, dove la strada presentava una lieve pendenza.
Quattro corridori (Tom Stamsnijder, Giampaolo Cheula, Michail Ignat'ev, Michael Barry) sono usciti dal gruppo dopo appena 9 km di una corsa ancora funestata dalla pioggia (alcuni tratti del percorso erano praticamente allagati). Una volta ripresi, ad una ventina di chilometri da Cava dei Tirreni, un drappello di uomini condotti dall'Astana ha approfittato di un rallentamento per creare una parziale selezione nel gruppo, poi rientrata. All'ultimo chilometro ha provato lo scatto Rubens Bertogliati, venendo però superato dall'inaspettato forcing dei primi due in classifica generale, Cadel Evans e Aleksandr Vinokurov. Nella volata finale, però, ha la meglio l'australiano Matthew Harley Goss, che brucia Filippo Pozzato e Tyler Farrar. Quest'ultimo, grazie al piazzamento, riscatta la maglia rossa.

### 10ª tappa
- 18 maggio: Avellino > Bitonto – 230 km

Risultati
| Pos. | Corridore      | Squadra  | Tempo    |
| ---- | -------------- | -------- | -------- |
| 1    | Tyler Farrar   | Garmin   | 5h49'14" |
| 2    | Fabio Sabatini | Liquigas | s.t.     |
| 3    | Julian Dean    | Garmin   | s.t.     |

| Pos. | Corridore           | Squadra     | Tempo     |
| ---- | ------------------- | ----------- | --------- |
| 1    | Aleksandr Vinokurov | Astana Team | 38h59'00" |
| 2    | Cadel Evans         | BMC         | a 1'12"   |
| 3    | Vincenzo Nibali     | Liquigas    | a 1'33"   |

Descrizione e riassunto

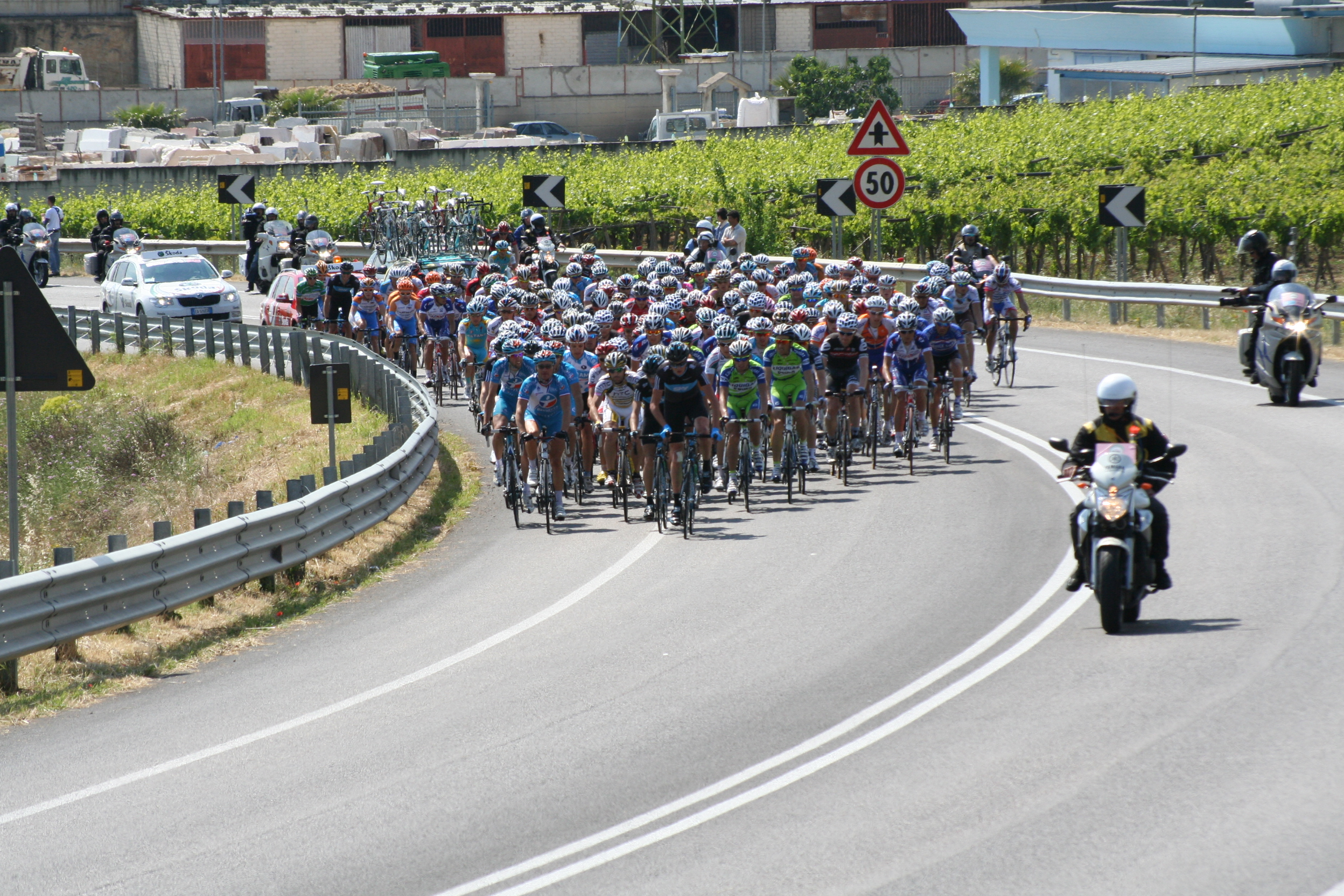
Il gruppo nei pressi di Canosa di Puglia

Classica tappa di trasferimento quella che separava Avellino da Bitonto. La prima parte del percorso, che seguiva parallelamente l'Ofanto, presentava diversi saliscendi, compreso un GPM di terza categoria (Valico dell'Imbandina), fino a Lavello. Dopo l'attraversamento inedito della neonata Provincia di Barletta-Andria-Trani, il gruppo staccava verso il mare da Terlizzi, passando per Molfetta (sede del traguardo volante) e Giovinazzo, prima di approdare all'arrivo posto nuovamente dopo una lieve ascesa.
Dopo pochi chilometri sono scattati Charles Wegelius (Omega Pharma-Lotto) e Hubert Dupont (AG2R La Mondiale), raggiunti da Dario Cataldo (Quick Step) più in avanti (quasi 8 minuti il vantaggio massimo del terzetto, dopo 36 chilometri). La lunga fuga viene riassorbita ad appena 16 km dal traguardo. Nella volata conclusiva, tirato da Julian Dean (che poi si piazzerà terzo), Tyler Farrar ottiene il secondo successo personale in questa edizione del Giro, riuscendo ad evitare la rimonta di Fabio Sabatini e consolidando la leadership della classifica a punti. Da annoverare due cadute nel gruppo, senza conseguenze, a Corato e Giovinazzo. Stessa sorte è capitata ad uno spettatore, finito nel fossato del castello di Bitonto, nei pressi dell'ultimo chilometro.

### 11ª tappa
- 19 maggio: Lucera > L'Aquila – 262 km

Risultati
| Pos. | Corridore      | Squadra    | Tempo    |
| ---- | -------------- | ---------- | -------- |
| 1    | Evgenij Petrov | Katusha    | 6h28'29" |
| 2    | Dario Cataldo  | Quick Step | a 5"     |
| 3    | Carlos Sastre  | Cervélo    | s.t.     |

| Pos. | Corridore          | Squadra      | Tempo     |
| ---- | ------------------ | ------------ | --------- |
| 1    | Richie Porte       | Saxo Bank    | 45h30'16" |
| 2    | David Arroyo       | C. d'Epargne | a 1'42"   |
| 3    | Robert Kišerlovski | Liquigas     | a 1'56"   |

Descrizione e riassunto
La frazione più lunga del Giro 2010 ha percorso, in pratica, la Strada Statale 17 sino al capoluogo abruzzese, colpito dal terremoto dell'anno precedente. Non per altro, prima di giungere al traguardo posto dopo uno strappo di 900 metri, i corridori hanno attraversato Poggio Picenze, Paganica, Onna. Prima ancora tre GPM, posti nell'ordine a Rionero Sannitico (1ª categoria), Roccaraso e sul Capo di Valle (entrambi di 2ª), nonché ben due punti di rifornimento fissi (in prossimità di Bojano e a Sulmona).
Atipico quanto avvenuto sul percorso, nuovamente inondato dalla pioggia. Dopo una trentina di chilometri sono andati in fuga ben 56 corridori. Alcuni di essi erano uomini di rilievo, come Carlos Sastre, David Millar, Domenico Pozzovivo o Bradley Wiggins. In difficoltà nei giorni precedenti, questi ultimi hanno recuperato ben oltre ogni aspettativa (vantaggio massimo a ridosso dei 18'), avendo i primi in classifica lasciato spazio ai fuggitivi, anche a causa dell'obiettivo disinteresse delle varie squadre (con Astana e BMC falcidiate da diversi ritiri). Nel folto drappello, rompono gli indugi nella discesa a tre chilometri dal termine Linus Gerdemann e Jan Bakelants, seguiti a ruota da Dario Cataldo. Mentre il belga scivola nel percorrere un tornante, Evgenij Petrov prende l'iniziativa surclassando gli ex compagni di avventura, anticipando all'arrivo proprio Cataldo e Sastre. Richie Porte, già maglia bianca, è il nuovo leader di una classifica rivoluzionata (il gruppo di Vinokurov transiterà ad oltre 12 minuti e 40 secondi dal russo). Matthew Lloyd consolida il primato come miglior scalatore.

Curiosità: per onorare la città ospitante, l'Acqua & Sapone ha indossato una maglia speciale, bianca con strisce nere e verdi, con su scritto "Forza L'Aquila".

### 12ª tappa
- 20 maggio: Città Sant'Angelo > Porto Recanati – 206 km

Risultati
| Pos. | Corridore       | Squadra    | Tempo    |
| ---- | --------------- | ---------- | -------- |
| 1    | Filippo Pozzato | Katusha    | 5h15'50" |
| 2    | Thomas Voeckler | Bouygues   | s.t.     |
| 3    | Jérôme Pineau   | Quick Step | s.t.     |

| Pos. | Corridore          | Squadra      | Tempo     |
| ---- | ------------------ | ------------ | --------- |
| 1    | Richie Porte       | Saxo Bank    | 50h46'16" |
| 2    | David Arroyo       | C. d'Epargne | a 1'42"   |
| 3    | Robert Kišerlovski | Liquigas     | a 1'56"   |

Descrizione e riassunto
Una volta sceso da Città Sant'Angelo, il gruppo ha percorso l'Adriatica fino a Civitanova Marche, dove ha trovato la salita di Macerata prima e, dopo un primo passaggio da Porto Recanati, di Potenza Picena poi (entrambi GPM di terza categoria). In quanto recentemente istituita, è stata attraversata la Provincia di Fermo per la prima volta.
Dopo lo stravolgimento della classifica nella tappa del giorno precedente, sull'unico Gran Premio della Montagna davvero significativo a Potenza Picena, posto a circa 20 km dalla conclusione, si sono mossi gli atleti "sconfitti": un gruppo di una decina di componenti, comprendente tra gli altri Ivan Basso, Vincenzo Nibali, Damiano Cunego, Aleksandr Vinokurov, Filippo Pozzato, Michele Scarponi e Stefano Garzelli, ottiene subito un vantaggio di diversi secondi sul resto del plotone. Il campione del mondo Cadel Evans non è riuscito ad entrare nella fuga e ha provato in prima persona ad inseguire, ostacolato però dall'ostracismo di alcune squadre dei fuggitivi (Quick Step, Katusha e Lampre-Farnese Vini su tutte), arrivando anche a scaramucce verbali e fisiche con Daniele Righi. Tra i battistrada, Vinokurov tenta l'azione da finisseur, ma viene subito seguito da Nibali. Il gruppetto si ricompatta e viene regolato in volata dal campione nazionale italiano, alla sua prima vittoria stagionale. Nelle fasi iniziali Rick Flens, raggiunto poi da Jurij Krivcov e Olivier Kaisen, aveva tentato un'azione da lontano, senza successo (vantaggio massimo 9' 30"). Solo dieci sono invece i secondi guadagnati dagli attaccanti finali sui primi della classifica. Jérôme Pineau, grazie al terzo posto, strappa la maglia rossa a Tyler Farrar.

### 13ª tappa
- 21 maggio: Porto Recanati > Cesenatico – 223 km

Risultati
| Pos. | Corridore         | Squadra  | Tempo    |
| ---- | ----------------- | -------- | -------- |
| 1    | Manuel Belletti   | Colnago  | 5h27'12" |
| 2    | Gregory Henderson | Team Sky | s.t.     |
| 3    | Iban Mayoz        | Footon   | s.t.     |

| Pos. | Corridore          | Squadra      | Tempo     |
| ---- | ------------------ | ------------ | --------- |
| 1    | Richie Porte       | Saxo Bank    | 56h20'56" |
| 2    | David Arroyo       | C. d'Epargne | a 1'42"   |
| 3    | Robert Kišerlovski | Liquigas     | a 1'56"   |

Descrizione e riassunto
Seconda giornata consecutiva sulle coste dell'Adriatico. Da Rimini, i corridori hanno svoltato verso l'interno scalando Perticara e Barbotto (GPM di seconda categoria). Quest'ultimo sperone (4,6 km al 7,8%), distante 42 chilometri dal traguardo di Cesenatico (ennesima occasione utile per il Giro di ricordare Marco Pantani), è il fulcro della Gran Fondo Nove Colli.
Dopo diversi scatti e controscatti, l'azione buona parte al km 62, con 17 uomini che si portano in testa e restano fino alla conclusione, con Manuel Belletti, corridore "di casa", che vince allo sprint recuperando su Craig Lewis, partito lungo all'ultimo chilometro. Unico uomo che ha seguito il drappello è stato Vladimir Karpets, capitano della Katusha, abile a guadagnare più di due minuti sulla maglia rosa e giunto all'arrivo a 5'07" dal vincitore: nel finale è stato aiutato dal gregario Joan Horrach, fermato dalla squadra quand'era in fuga. Salvo per i ritiri di Domenico Pozzovivo e David Millar, le classifiche restano invariate.

### 14ª tappa
- 22 maggio: Ferrara > Asolo – 205 km

Risultati
| Pos. | Corridore        | Squadra       | Tempo    |
| ---- | ---------------- | ------------- | -------- |
| 1    | Vincenzo Nibali  | Liquigas      | 4h57'41" |
| 2    | Ivan Basso       | Liquigas      | a 23"    |
| 3    | Michele Scarponi | Androni Gioc. | s.t.     |

| Pos. | Corridore    | Squadra      | Tempo     |
| ---- | ------------ | ------------ | --------- |
| 1    | David Arroyo | C. d'Epargne | 61h22'54" |
| 2    | Richie Porte | Saxo Bank    | a 39"     |
| 3    | Xavier Tondó | Cervélo      | a 2'12"   |

Descrizione e riassunto
I primi 122 km erano un lungo rettilineo da Ferrara ad un primo passaggio da Asolo, dopo il sorpasso di due capoluoghi quali Rovigo e Padova. A Semonzo è iniziata la salita del Monte Grappa, 18 km all'8%, con 1400 metri di dislivello. La cima distava dal traguardo poco più di 40 km, di cui 25 in discesa.
Diversi i tentativi di fuga provati inizialmente dai corridori. Quello più efficiente porta via sei corridori, tra cui Steven Cummings e l'enfant du pais Filippo Pozzato. Il gruppo, tirato dagli uomini della Liquigas-Doimo, li riprende gradualmente sulle prime rampe del GPM odierno, dove avviene una folta selezione che porta in testa i soli Vincenzo Nibali, Ivan Basso, Michele Scarponi e Cadel Evans. Lungo la discesa, Nibali lascia tutti chiudendo in solitaria, guadagnando anche abbuono e minuti preziosi per la classifica. Basso anticipa Scarponi ed Evans nello sprint per il secondo posto. Più indietro giungono Aleksandr Vinokurov (4° a 1'34"), Carlos Sastre, Damiano Cunego e la nuova maglia rosa David Arroyo (a 2'25"). Richie Porte, pur avendo perso oltre 5' da Nibali, si consola conservando la tenuta bianca di miglior giovane.

### 15ª tappa
- 23 maggio: Mestre > Monte Zoncolan – 222 km

Risultati
| Pos. | Corridore        | Squadra       | Tempo    |
| ---- | ---------------- | ------------- | -------- |
| 1    | Ivan Basso       | Liquigas      | 6h21'58" |
| 2    | Cadel Evans      | BMC           | a 1'19"  |
| 3    | Michele Scarponi | Androni Gioc. | a 1'30"  |

| Pos. | Corridore    | Squadra      | Tempo     |
| ---- | ------------ | ------------ | --------- |
| 1    | David Arroyo | C. d'Epargne | 67h48'42" |
| 2    | Richie Porte | Saxo Bank    | a 2'35"   |
| 3    | Ivan Basso   | Liquigas     | a 3'33"   |

Descrizione e riassunto
La tappa presentava le prime difficoltà dopo 133 km pianeggianti, divisi tra Veneto e Friuli-Venezia Giulia, con la scalata della Sella Chianzutan (GPM di seconda categoria). Solo l'"antipasto" per il Passo Duron (6 km al 9,8%; prima categoria), Sella Valcada (seconda) e l'arrivo in salita in cima al Monte Zoncolan, scalato dal versante di Ovaro: 10 km al 12% medio, con punte tra il 22 e il 24 negli ultimi chilometri.
In una delle tappe più dure del Giro (che difatti precede il secondo giorno di riposo), dove alcuni velocisti e passisti come Robbie McEwen, Tyler Farrar, Manuel Belletti o Matthew Harley Goss si ritirano o non prendono il via, i primi chilometri vedono la fuga iniziata con i francesi Guillaume Le Floch e Jérôme Pineau, il belga Nico Sijmens e Francesco Reda, raggiunti poco dopo da Ludovic Turpin e dal venezuelano Jackson Rodríguez (i 6 raggiungeranno un vantaggio massimo di 14'35" sul gruppo principale). Fin dalla prima salita di giornata, Sella Chianzutan, il team Liquigas inizia un forcing che permette al gruppo di recuperare inesorabilmente sui fuggitivi, che ai piedi della salita finale dello Zoncolan mantengono un vantaggio di appena 3'27". Il gruppo così si appresta ad affrontare le prime rampe sempre con gli uomini della squadra di Basso in testa, e i primi chilometri vedono il cedimento di corridori come Carlos Sastre, Richie Porte e la maglia verde Matthew Lloyd.
Ai -7 dalla vetta, Michele Scarponi è il primo ad attaccare; lo seguono solo Basso, Evans e Pinotti. Si staccano invece alcuni dei favoriti come Damiano Cunego, Aleksandr Vinokurov, Vincenzo Nibali e il leader della classifica generale David Arroyo. Poco dopo anche Pinotti perde contatto: in testa rimane il terzetto con Scarponi, Basso ed Evans, che in breve tempo recupera il terreno sui fuggitivi. Ai -5 dal traguardo anche Scarponi perde contatto, lasciando Evans e Basso a giocarsi la vittoria di tappa, ma quando mancano 3,7 km alla vetta il capitano della Liquigas accelera e stacca il compagno di fuga che in appena 700 m accusa un ritardo di 29". Da questo momento in poi l'atleta di Cassano Magnago aumenta il proprio vantaggio su tutti gli inseguitori fino al traguardo, che vede Ivan Basso vincitore con 1'19" su Evans, 1'30" su Scarponi, 1'56" su Cunego, 2'26" su Vinokourov, 2'44" su Sastre, 3'07" su Nibali e 3'20" su Pinotti. La maglia rosa Arroyo arriva a 3'51" e conserva la casacca di leader con 2'35" di vantaggio su Porte e 3'33" su Basso. Quest'ultimo sale così al terzo posto nella classifica generale.

### 16ª tappa
- 25 maggio: San Vigilio di Marebbe > Plan de Corones - Cronometro individuale – 12,9 km

Risultati
| Pos. | Corridore        | Squadra      | Tempo  |
| ---- | ---------------- | ------------ | ------ |
| 1    | Stefano Garzelli | Acqua & Sap. | 41'28" |
| 2    | Cadel Evans      | BMC          | a 42"  |
| 3    | John Gadret      | AG2R         | a 54"  |

| Pos. | Corridore    | Squadra      | Tempo     |
| ---- | ------------ | ------------ | --------- |
| 1    | David Arroyo | C. d'Epargne | 68h32'26" |
| 2    | Ivan Basso   | Liquigas     | a 2'27"   |
| 3    | Richie Porte | Saxo Bank    | a 2'36"   |

Descrizione e riassunto
La cronoscalata è l'esatta replica di quella del Giro 2008, che vide il successo di Franco Pellizotti. Tutta ascesa da San Vigilio di Marebbe, quota 1187, al fine di raggiungere dopo 12,9 km i 2273 metri del Plan de Corones. L'unico tratto di respiro era un falsopiano di circa 800 metri posto ad un chilometro dalla partenza. Dal Passo Furcia (dopo 7,6 km) una svolta a sinistra portava sullo sterrato che conduceva fino in cima, steso in modo più omogeneo rispetto al 2008. Dei 1100 metri finali, 300 erano al 24%.
Stefano Garzelli ritorna al successo personale, facendo registrare il tempo di 41'28", di un minuto superiore al record di Pellizotti di due anni prima. Il corridore varesino ha dato il massimo dopo il Furcia. Al secondo posto si piazza Cadel Evans, in un percorso adatto alle caratteristiche di biker. Per quanto riguarda i primi posti della classifica generale, David Arroyo conserva la "rosa", accusando 2'16" dal vincitore e 1'06" da Ivan Basso. Quest'ultimo scavalca Richie Porte (appena 1" dietro allo spagnolo), guadagnando il secondo posto. Tuttavia, Evans, Nibali e Scarponi gli rosicchiano secondi preziosi.

### 17ª tappa
- 26 maggio: Brunico > Peio Fonti – 173 km

Risultati
| Pos. | Corridore         | Squadra  | Tempo    |
| ---- | ----------------- | -------- | -------- |
| 1    | Damien Monier     | Cofidis  | 4h29'19" |
| 2    | Danilo Hondo      | Lampre   | a 36"    |
| 3    | Steven Kruijswijk | Rabobank | a 39"    |

| Pos. | Corridore    | Squadra      | Tempo     |
| ---- | ------------ | ------------ | --------- |
| 1    | David Arroyo | C. d'Epargne | 73h11'38" |
| 2    | Ivan Basso   | Liquigas     | a 2'27"   |
| 3    | Richie Porte | Saxo Bank    | a 2'44"   |

Descrizione e riassunto
L'unica problematica altimetrica da affrontare era la salita verso il Passo delle Palade, più lunga che ripida (19 km al 6%; GPM di 1ª categoria). Una volta in cima, ai corridori sarebbero rimasti altri 61 km da percorrere. Gli ultimi 3500 metri erano in pendenza, ma l'arrivo di Peio Fonti non era contemplato con il "triangolo verde".
Diciannove atleti prendono il largo a 54 km dal termine (vantaggio massimo 12'). Di questi, il miglior piazzato in classifica era Aleksandr Efimkin (distante quasi 19' da Arroyo nella "generale"). Questo fattore ha garantito via libera ai battistrada, rimasti in tre sulla rampa verso Peio Fonti. Il francese Damien Monier conclude poi al primo posto, anticipando di una trentina di secondi l'esperto velocista Danilo Hondo e il giovane olandese Steven Kruijswijk. Il gruppo dei migliori, regolato da Michele Scarponi, giunge nella località alpina a quasi 10 minuti. Invariate le classifiche, ma Richie Porte, Carlos Sastre, Damiano Cunego e Robert Kišerlovski perdono qualche secondo di troppo.

### 18ª tappa
- 27 maggio: Levico Terme > Brescia – 156 km

Risultati
| Pos. | Corridore            | Squadra  | Tempo    |
| ---- | -------------------- | -------- | -------- |
| 1    | André Greipel        | HTC      | 3h14'59" |
| 2    | Julian Dean          | Garmin   | s.t.     |
| 3    | Tiziano Dall'Antonia | Liquigas | s.t.     |

| Pos. | Corridore    | Squadra      | Tempo     |
| ---- | ------------ | ------------ | --------- |
| 1    | David Arroyo | C. d'Epargne | 76h26'37" |
| 2    | Ivan Basso   | Liquigas     | a 2'27"   |
| 3    | Richie Porte | Saxo Bank    | a 2'44"   |

Descrizione e riassunto
Prima della due giorni sulle montagne e della cronometro di Verona, l'ultima tappa dedicata ai velocisti era caratterizzata da un percorso prettamente pianeggiante, senza GPM, che costeggiava in buona parte (da Torbole a Salò) il Lago di Garda. Trenta le gallerie attraversate prima dell'arrivo della "Leonessa", con vista sulle ville del bacino, tra le quali il Vittoriale.
Alan Marangoni e Oliver Kaisen tentano la fuga dopo una ventina di chilometri dalla partenza. Tenuti "a bagnomaria" dal gruppo condotto dalle squadre dei pochi velocisti rimasti (vantaggio massimo per i due inferiore ai 3'), vengono riassorbiti tra i 3 e i due km dalla fine, con l'italiano ultimo a cedere. Lo sprint è vinto da André Greipel, che sopravanza Julian Dean (colui che era l'"ultimo uomo" di Tyler Farrar per le volate generali) e Tiziano Dall'Antonia (che garantisce un altro prestigioso piazzamento alla Liquigas-Doimo). Di fatto, le classifiche rimangono invariate.

### 19ª tappa
- 28 maggio: Brescia > Aprica – 195 km

Risultati
| Pos. | Corridore        | Squadra       | Tempo    |
| ---- | ---------------- | ------------- | -------- |
| 1    | Michele Scarponi | Androni Gioc. | 5h27'04" |
| 2    | Ivan Basso       | Liquigas      | s.t.     |
| 3    | Vincenzo Nibali  | Liquigas      | s.t.     |

| Pos. | Corridore       | Squadra      | Tempo     |
| ---- | --------------- | ------------ | --------- |
| 1    | Ivan Basso      | Liquigas     | 81h55'56" |
| 2    | David Arroyo    | C. d'Epargne | a 51"     |
| 3    | Vincenzo Nibali | Liquigas     | a 2'30"   |

Descrizione e riassunto
Alla partenza da Brescia, la corsa rosa ha ricordato le vittime della strage di Piazza della Loggia (cadeva il 36º anniversario). I primi cento chilometri, tra Val Camonica e Lago d'Iseo, non presentavano alcuna difficoltà altimetrica. Da Corteno Golgi partiva la scalata per il primo passaggio dall'Aprica (GPM di seconda categoria; non contemplato come successivo arrivo in salita). La rampa verso Trivigno (prima categoria) era solo l'anteprima per il Mortirolo, percorso dal versante di Mazzo di Valtellina (12,8 km al 10,35%; prima categoria). La seguente picchiata verso Edolo ha riportato i vari atleti sulla strada già battuta e che conduceva all'Aprica, sede storica di tappe del Giro.
La frazione è subito segnata dalle mancate partenze di tre velocisti (il vincitore della giornata precedente, Greipel, nonché Hondo e Dean) e dal ritiro di Arnold Jeannesson e Dario Cataldo. Sette corridori si muovono nelle prime fasi (tra di loro Tondó e Samojlaŭ), accumulando un vantaggio massimo di quasi 9' prima della salita dell'Aprica (e nonostante diversi secondi persi a causa di un passaggio a livello chiuso). Verso Trivigno inizia la bagarre, con gli scatti di Vladimir Karpets e Stefano Garzelli. L'italiano riesce a prolungare l'azione sino alle rampe del Mortirolo, raggiungendo i battistrada.
Il lavoro della Liquigas-Doimo, però, risulta efficiente: la selezione della squadra diretta da Stefano Zanatta garantisce il recupero sugli uomini di testa, ripresi dai soli Ivan Basso, Vincenzo Nibali e Michele Scarponi, che scollinano con un vantaggio di 55" su Aleksandr Vinokurov, 1'43" su Cadel Evans e 1'55" sulla maglia rosa David Arroyo. Autore di un'ottima discesa, il leader della classifica raggiunge e supera Carlos Sastre, John Gadret e il campione del mondo, affiancando poi anche Vinokurov e portandosi a soli 45" dal trio di testa. Tuttavia, lungo la seconda ascesa dell'Aprica, lo spagnolo non trova collaborazione e viene riassorbito dai diretti inseguitori precedentemente staccati, giungendo all'arrivo con un ritardo di oltre 3 minuti da Scarponi, che anticipa nell'ordine Basso e Nibali. Dopo quattro anni, il varesino indossa nuovamente il simbolo del primato (oltre alla maglia verde), mentre gli altri due compagni di fuga guadagnano posizioni nei confronti dei diretti avversari.

### 20ª tappa
- 29 maggio: Bormio > Ponte di Legno-Tonale – 178 km

Risultati
| Pos. | Corridore      | Squadra  | Tempo    |
| ---- | -------------- | -------- | -------- |
| 1    | Johann Tschopp | Bouygues | 5h26'47" |
| 2    | Cadel Evans    | BMC      | a 16"    |
| 3    | Ivan Basso     | Liquigas | a 25"    |

| Pos. | Corridore       | Squadra      | Tempo     |
| ---- | --------------- | ------------ | --------- |
| 1    | Ivan Basso      | Liquigas     | 87h23'00" |
| 2    | David Arroyo    | C. d'Epargne | a 1'15"   |
| 3    | Vincenzo Nibali | Liquigas     | a 2'56"   |

Descrizione e riassunto
Dopo diversi dubbi a causa delle avverse condizioni climatiche, la frazione da Bormio al Passo del Tonale si è svolta ugualmente. La strada ha iniziato ad inerpicarsi in maniera rilevante da Poschiavo (54° chilometro di gara), per accedere alla Forcola di Livigno dopo 18 km (GPM di prima categoria, 7% di pendenza media). Successivamente alla discesa per l'omonima località, sono stati affrontati in rapida successione anche i passi d'Eira (seconda categoria) e di Foscagno (terza). Il ritorno a Bormio ha permesso la scalata, dal versante di Santa Caterina Valfurva, del Passo Gavia, Cima Coppi del 93º Giro, posto a 2618 metri di altitudine e dopo 25 chilometri di costante pendenza al 5,6%. Una nuova picchiata, molto tecnica nella prima parte, ha condotto la carovana a Ponte di Legno, ultimo avamposto prima della fatica finale del Passo del Tonale.
Dopo pochi chilometri si annoverano i ritiri di Stefano Garzelli e Xavier Tondó, in fuga nella tappa precedente. Nel frattempo evadono diversi atleti, ma la situazione si delinea dopo il transito dal Foscagno: Stefano Pirazzi passa solitario in testa, seguito da un plotoncino composto anche da Matthew Lloyd (alla riconquista ufficiale, poi ottenuta, della maglia verde), Carlos Sastre, Aleksandr Vinokurov, Marco Pinotti e Gilberto Simoni. Il gruppo della maglia rosa controlla l'iniziativa, non concedendo mai più di due minuti di vantaggio agli attaccanti.
Lungo il Gavia, in testa salgono poi Johann Tschopp e Simoni. Nella seguente discesa, lo svizzero stacca il corridore della Lampre. Negli ultimi chilometri, Gibo verrà riassorbito. Ma lo stesso destino toccherà anche agli altri fuggitivi. Mentre Tschopp conclude primo in solitaria, Cadel Evans, ai meno 3, tenta il contrattacco, anche per legittimare la leadership della classifica a punti (arriverà primo). Poco dopo si muovono Basso, Scarponi, Arroyo e Nibali. Questi ultimi due, nel finale, perdono terreno nei confronti della maglia rosa e del capitano dell'Androni Giocattoli. Con i secondi guadagnati, Basso incrementa il vantaggio su Arroyo (sommando gli 8" di abbuono, grazie al terzo posto conquistato), mentre Scarponi resta 4° in graduatoria generale, ma con appena un secondo di ritardo da Nibali.

### 21ª tappa
- 30 maggio: Verona – Cronometro individuale – 15,3 km

Risultati
| Pos. | Corridore           | Squadra     | Tempo  |
| ---- | ------------------- | ----------- | ------ |
| 1    | Gustav Larsson      | Saxo Bank   | 20'19" |
| 2    | Marco Pinotti       | HTC         | a 2"   |
| 3    | Aleksandr Vinokurov | Astana Team | a 17"  |

| Pos. | Corridore       | Squadra      | Tempo     |
| ---- | --------------- | ------------ | --------- |
| 1    | Ivan Basso      | Liquigas     | 87h44'01" |
| 2    | David Arroyo    | C. d'Epargne | a 1'51"   |
| 3    | Vincenzo Nibali | Liquigas     | a 2'37"   |

Descrizione e riassunto
L'ultima tappa del Giro parte e finisce all'ombra dell'Arena di Verona. Un circuito di 15,3 km che ha ricalcato in buona parte il tracciato dei mondiali del 1999 e 2004, con la salita delle Torricelle, sulla cui cima era piazzato l'ultimo GPM e il rilievo cronometrico. Arrivo identico a quello del 1984.
Ivan Basso ha conquistato il successo finale con una prova poco rischiosa (15° a 42"). Al primo posto lo svedese della Saxo Bank Gustav Erik Larsson, che precede Marco Pinotti e Aleksandr Vinokurov. Il kazako scavalca Richie Porte in classifica. Vincenzo Nibali (quinto di giornata), invece, mantiene la terza posizione finale anticipando di 12" Michele Scarponi. Al di là della cronaca, degno di menzione è il saluto di Gilberto Simoni all'attività agonistica.

## Evoluzione delle classifiche
| Tappa              | Vincitore            | Classifica generale Maglia rosa | Classifica a punti Maglia rossa | Classifica scalatori Maglia verde | Classifica miglior giovane Maglia bianca | Trofeo Fast Team | Trofeo Super Team |
| ------------------ | -------------------- | ------------------------------- | ------------------------------- | --------------------------------- | ---------------------------------------- | ---------------- | ----------------- |
| 1ª                 | Bradley Wiggins      | Bradley Wiggins                 | Bradley Wiggins                 | non assegnata                     | Richie Porte                             | Team Sky         | Team Sky          |
| 2ª                 | Tyler Farrar         | Cadel Evans                     | Tyler Farrar                    | Paul Voss                         | Richie Porte                             | Team Saxo Bank   | Team Sky          |
| 3ª                 | Wouter Weylandt      | Aleksandr Vinokurov             | Graeme Brown                    | Paul Voss                         | Richie Porte                             | Team Saxo Bank   | Team HTC-Columbia |
| 4ª                 | Liquigas-Doimo       | Vincenzo Nibali                 | Graeme Brown                    | Paul Voss                         | Valerio Agnoli                           | Liquigas-Doimo   | Team HTC-Columbia |
| 5ª                 | Jérôme Pineau        | Vincenzo Nibali                 | Jérôme Pineau                   | Paul Voss                         | Valerio Agnoli                           | Liquigas-Doimo   | Team HTC-Columbia |
| 6ª                 | Matthew Lloyd        | Vincenzo Nibali                 | Tyler Farrar                    | Matthew Lloyd                     | Valerio Agnoli                           | Liquigas-Doimo   | Team HTC-Columbia |
| 7ª                 | Cadel Evans          | Aleksandr Vinokurov             | Tyler Farrar                    | Matthew Lloyd                     | Richie Porte                             | Team Saxo Bank   | Team HTC-Columbia |
| 8ª                 | Chris Anker Sørensen | Aleksandr Vinokurov             | Cadel Evans                     | Matthew Lloyd                     | Richie Porte                             | Liquigas-Doimo   | Team HTC-Columbia |
| 9ª                 | Matthew Goss         | Aleksandr Vinokurov             | Tyler Farrar                    | Matthew Lloyd                     | Richie Porte                             | Liquigas-Doimo   | Team HTC-Columbia |
| 10ª                | Tyler Farrar         | Aleksandr Vinokurov             | Tyler Farrar                    | Matthew Lloyd                     | Richie Porte                             | Liquigas-Doimo   | Team HTC-Columbia |
| 11ª                | Evgenij Petrov       | Richie Porte                    | Tyler Farrar                    | Matthew Lloyd                     | Richie Porte                             | Team Saxo Bank   | Team HTC-Columbia |
| 12ª                | Filippo Pozzato      | Richie Porte                    | Jérôme Pineau                   | Matthew Lloyd                     | Richie Porte                             | Team Saxo Bank   | Team HTC-Columbia |
| 13ª                | Manuel Belletti      | Richie Porte                    | Jérôme Pineau                   | Matthew Lloyd                     | Richie Porte                             | Team Saxo Bank   | Team HTC-Columbia |
| 14ª                | Vincenzo Nibali      | David Arroyo                    | Aleksandr Vinokurov             | Matthew Lloyd                     | Richie Porte                             | Liquigas-Doimo   | Team HTC-Columbia |
| 15ª                | Ivan Basso           | David Arroyo                    | Cadel Evans                     | Matthew Lloyd                     | Richie Porte                             | Liquigas-Doimo   | Liquigas-Doimo    |
| 16ª                | Stefano Garzelli     | David Arroyo                    | Cadel Evans                     | Matthew Lloyd                     | Richie Porte                             | Liquigas-Doimo   | Liquigas-Doimo    |
| 17ª                | Damien Monier        | David Arroyo                    | Cadel Evans                     | Matthew Lloyd                     | Richie Porte                             | Liquigas-Doimo   | Liquigas-Doimo    |
| 18ª                | André Greipel        | David Arroyo                    | Cadel Evans                     | Matthew Lloyd                     | Richie Porte                             | Liquigas-Doimo   | Liquigas-Doimo    |
| 19ª                | Michele Scarponi     | Ivan Basso                      | Cadel Evans                     | Ivan Basso                        | Richie Porte                             | Liquigas-Doimo   | Liquigas-Doimo    |
| 20ª                | Johann Tschopp       | Ivan Basso                      | Cadel Evans                     | Matthew Lloyd                     | Richie Porte                             | Liquigas-Doimo   | Liquigas-Doimo    |
| 21ª                | Gustav Larsson       | Ivan Basso                      | Cadel Evans                     | Matthew Lloyd                     | Richie Porte                             | Liquigas-Doimo   | Liquigas-Doimo    |
| Classifiche finali | Classifiche finali   | Ivan Basso                      | Cadel Evans                     | Matthew Lloyd                     | Richie Porte                             | Liquigas-Doimo   | Liquigas-Doimo    |

Maglie indossate da altri ciclisti in caso di due o più maglie vinte
- Nella 2ª tappa Brent Bookwalter ha indossato la maglia rossa al posto di Bradley Wiggins.
- Nella 12ª e nella 13ª tappa Robert Kišerlovski ha indossato la maglia bianca al posto di Richie Porte.
- Nella 20ª Matthew Lloyd indossa la maglia verde al posto di Ivan Basso.

| Tappa | Traguardo Volante | Combattività    | Azzurri d'Italia | Trofeo Fuga Cervélo | Fair Play        |
| ----- | ----------------- | --------------- | ---------------- | ------------------- | ---------------- |
| 1ª    | non assegnato     | Bradley Wiggins | Bradley Wiggins  | non assegnato       | non assegnato    |
| 2ª    | Paul Voss         | Paul Voss       | Tyler Farrar     | -                   | -                |
| 3ª    | Tom Stamsnijder   | Paul Voss       | Wouter Weylandt  | -                   | -                |
| 4ª    | Tom Stamsnijder   | Paul Voss       | Wouter Weylandt  | Rick Flens          | -                |
| 5ª    | Jérôme Pineau     | Jérôme Pineau   | Jérôme Pineau    | Yukiya Arashiro     | Liquigas-Doimo   |
| 6ª    | Jérôme Pineau     | Matthew Lloyd   | Jérôme Pineau    | Paul Voss           | Liquigas-Doimo   |
| 7ª    | Jérôme Pineau     | Matthew Lloyd   | Cadel Evans      | Paul Voss           | BMC Racing Team  |
| 8ª    | Jérôme Pineau     | Matthew Lloyd   | Cadel Evans      | Paul Voss           | BMC Racing Team  |
| 9ª    | Tom Stamsnijder   | Matthew Lloyd   | Matthew Goss     | Tom Stamsnijder     | BMC Racing Team  |
| 10ª   | Tom Stamsnijder   | Tyler Farrar    | Tyler Farrar     | Tom Stamsnijder     | BMC Racing Team  |
| 11ª   | Tom Stamsnijder   | Matthew Lloyd   | Tyler Farrar     | Tom Stamsnijder     | Liquigas-Doimo   |
| 12ª   | Jérôme Pineau     | Matthew Lloyd   | Tyler Farrar     | Rick Flens          | Liquigas-Doimo   |
| 13ª   | Tom Stamsnijder   | Matthew Lloyd   | Tyler Farrar     | Rick Flens          | Liquigas-Doimo   |
| 14ª   | Tom Stamsnijder   | Matthew Lloyd   | Tyler Farrar     | Rick Flens          | Cervélo TestTeam |
| 15ª   | Jérôme Pineau     | Jérôme Pineau   | Cadel Evans      | Jérôme Pineau       | Cervélo TestTeam |
| 16ª   | Jérôme Pineau     | Jérôme Pineau   | Cadel Evans      | Jérôme Pineau       | AG2R La Mondiale |
| 17ª   | Jérôme Pineau     | Jérôme Pineau   | Cadel Evans      | Jérôme Pineau       | Acqua & Sapone   |
| 18ª   | Tom Stamsnijder   | Jérôme Pineau   | Cadel Evans      | Jérôme Pineau       | Acqua & Sapone   |
| 19ª   | Tom Stamsnijder   | Jérôme Pineau   | Cadel Evans      | Jérôme Pineau       | Acqua & Sapone   |
| 20ª   | Tom Stamsnijder   | Matthew Lloyd   | Cadel Evans      | Jérôme Pineau       | Liquigas-Doimo   |
| 21ª   | Tom Stamsnijder   | Matthew Lloyd   | Cadel Evans      | Jérôme Pineau       | Liquigas-Doimo   |

## Classifiche finali

### Classifica generale - Maglia rosa
| Pos. | Corridore           | Squadra        | Tempo     |
| ---- | ------------------- | -------------- | --------- |
| 1    | Ivan Basso          | Liquigas-Doimo | 87h44'01" |
| 2    | David Arroyo        | C. d'Epargne   | a 1'51"   |
| 3    | Vincenzo Nibali     | Liquigas       | a 2'37"   |
| 4    | Michele Scarponi    | Androni Gioc.  | a 2'50"   |
| 5    | Cadel Evans         | BMC            | a 3'27"   |
| 6    | Aleksandr Vinokurov | Astana Team    | a 7'06"   |
| 7    | Richie Porte        | Saxo Bank      | a 7'22"   |
| 8    | Carlos Sastre       | Cervélo        | a 9'39"   |
| 9    | Marco Pinotti       | HTC-Columbia   | a 14'20"  |
| 10   | Robert Kišerlovski  | Liquigas       | a 14'51"  |

### Classifica a punti - Maglia rossa
| Pos. | Corridore           | Squadra       | Punti |
| ---- | ------------------- | ------------- | ----- |
| 1    | Cadel Evans         | BMC           | 150   |
| 2    | Aleksandr Vinokurov | Astana Team   | 128   |
| 3    | Vincenzo Nibali     | Liquigas      | 116   |
| 4    | Michele Scarponi    | Androni Gioc. | 110   |
| 5    | Ivan Basso          | Liquigas      | 105   |

### Classifica scalatori - Maglia verde
| Pos. | Corridore        | Squadra       | Punti |
| ---- | ---------------- | ------------- | ----- |
| 1    | Matthew Lloyd    | Omega Pharma  | 56    |
| 2    | Ivan Basso       | Liquigas      | 41    |
| 3    | Johann Tschopp   | Bouygues Tel. | 38    |
| 4    | Cadel Evans      | BMC           | 35    |
| 5    | Michele Scarponi | Androni Gioc. | 25    |

### Classifica giovani - Maglia bianca
| Pos. | Corridore          | Squadra      | Tempo     |
| ---- | ------------------ | ------------ | --------- |
| 1    | Richie Porte       | Saxo Bank    | 87h51'23" |
| 2    | Robert Kišerlovski | Liquigas     | a 7'29"   |
| 3    | Bauke Mollema      | Rabobank     | a 12'19"  |
| 4    | Steven Kruijswijk  | Rabobank     | a 30'05"  |
| 5    | Francis De Greef   | Omega Pharma | a 42'46"  |

### Classifica a squadre - Trofeo Fast Team
| Pos. | Squadra            | Tempo      |
| ---- | ------------------ | ---------- |
| 1    | Liquigas-Doimo     | 262h04'40" |
| 2    | Rabobank           | a 24'21"   |
| 3    | Caisse d'Epargne   | a 1h05'55" |
| 4    | AG2R La Mondiale   | a 1h10'16" |
| 5    | Omega Pharma-Lotto | a 1h10'45" |

### Classifica a squadre - Trofeo Super Team
| Pos. | Squadra             | Punti |
| ---- | ------------------- | ----- |
| 1    | Liquigas-Doimo      | 412   |
| 2    | Team HTC-Columbia   | 281   |
| 3    | Rabobank            | 263   |
| 4    | Lampre-Farnese Vini | 251   |
| 5    | AG2R La Mondiale    | 235   |

## Punteggi UCI
| Pos.                 | Corridore            | Squadra       | Punti |
| -------------------- | -------------------- | ------------- | ----- |
| 1                    | Ivan Basso           | Liquigas      | 206   |
| 2                    | David Arroyo         | C. d'Epargne  | 132   |
| 3                    | Cadel Evans          | BMC           | 128   |
| 4                    | Vincenzo Nibali      | Liquigas      | 123   |
| 5                    | Michele Scarponi     | Androni Gioc. | 117   |
| 6                    | Aleksandr Vinokurov  | Astana Team   | 85    |
| 7                    | Richie Porte         | Saxo Bank     | 60    |
| 8                    | Carlos Sastre        | Cervélo       | 56    |
| 9                    | Marco Pinotti        | HTC-Columbia  | 54    |
| 10                   | Damiano Cunego       | Lampre        | 42    |
| 11                   | Tyler Farrar         | Garmin        | 38    |
| 11                   | Robert Kišerlovski   | Liquigas      | 38    |
| 13                   | John Gadret          | AG2R La Mond. | 28    |
| 14                   | Bauke Mollema        | Rabobank      | 26    |
| 15                   | Filippo Pozzato      | Team Katusha  | 25    |
| 16                   | Matthew Goss         | HTC-Columbia  | 24    |
| 17                   | Jérôme Pineau        | Quick Step    | 20    |
| 18                   | Manuel Belletti      | Colnago       | 18    |
| 18                   | Stefano Garzelli     | Acqua & Sap.  | 18    |
| 18                   | André Greipel        | HTC-Columbia  | 18    |
| 18                   | Vladimir Karpec      | Team Katusha  | 18    |
| 18                   | Evgenij Petrov       | Team Katusha  | 18    |
| 18                   | Bradley Wiggins      | Team Sky      | 18    |
| 24                   |                      |               |       |
| Damien Monier        | Cofidis              | 16            |       |
| Gustav Erik Larsson  | Saxo Bank            | 16            |       |
| Matthew Lloyd        | Omega Pharma         | 16            |       |
| Chris Anker Sørensen | Saxo Bank            | 16            |       |
| Wouter Weylandt      | Quick Step           | 16            |       |
| Johann Tschopp       | Bouygues Tel.        | 16            |       |
| 30                   | Danilo Hondo         | Lampre        | 15    |
| 31                   | Mauricio Ardila      | Rabobank      | 14    |
| 32                   | Fabio Sabatini       | Liquigas      | 12    |
| 32                   | Greg Henderson       | Team Sky      | 12    |
| 32                   | Julian Dean          | Garmin        | 12    |
| 35                   | Linus Gerdemann      | Team Milram   | 10    |
| 35                   | Steven Kruijswijk    | Rabobank      | 10    |
| 37                   |                      |               |       |
| Rubens Bertogliati   | Androni Gioc.        | 8             |       |
| Brent Bookwalter     | BMC                  | 8             |       |
| Graeme Brown         | Rabobank             | 8             |       |
| Dario Cataldo        | Quick Step           | 8             |       |
| Dario Cioni          | Team Sky             | 8             |       |
| Julien Fouchard      | Cofidis              | 8             |       |
| Simone Stortoni      | Colnago              | 8             |       |
| Thomas Voeckler      | Bouygues Tel.        | 8             |       |
| 45                   | Robert Förster       | Team Milram   | 7     |
| 46                   | Alexander Efimkin    | AG2R La Mond. | 5     |
| 47                   | Yukiya Arashiro      | Bouygues Tel. | 4     |
| 47                   | Xavier Tondó         | Cervélo       | 4     |
| 47                   | Iban Mayoz           | Footon        | 4     |
| 47                   | Tiziano Dall'Antonia | Liquigas      | 4     |
| 51                   | Paul Voss            | Team Milram   | 2     |
| 51                   | Hubert Dupont        | AG2R La Mond. | 2     |
| 51                   | Daniel Moreno        | Omega Pharma  | 2     |
| 51                   | Robbie McEwen        | Team Katusha  | 2     |
| 55                   | Adam Blythe          | Omega Pharma  | 1     |
| 55                   | Alessandro Petacchi  | Lampre        | 1     |
| 55                   | Federico Canuti      | Colnago       | 1     |
| 55                   | Sebastian Lang       | Omega Pharma  | 1     |
| 55                   | Steven Cummings      | Team Sky      | 1     |

| Pos. | Squadra               | Punti |
| ---- | --------------------- | ----- |
| 1    | Liquigas-Doimo        | 383   |
| 2    | BMC Racing Team       | 136   |
| 3    | Caisse d'Epargne      | 132   |
| 4    | Androni Giocattoli    | 125   |
| 5    | Team HTC-Columbia     | 96    |
| 6    | Team Saxo Bank        | 92    |
| 7    | Astana Team           | 85    |
| 8    | Team Katusha          | 63    |
| 9    | Cervélo TestTeam      | 60    |
| 10   | Lampre-Farnese Vini   | 58    |
| 11   | Rabobank              | 58    |
| 12   | Garmin-Transitions    | 50    |
| 13   | Quick Step            | 44    |
| 14   | Team Sky              | 39    |
| 15   | AG2R La Mondiale      | 35    |
| 16   | Bbox Bouygues Telecom | 28    |
| 17   | Colnago-CSF Inox      | 27    |
| 18   | Cofidis               | 24    |
| 19   | Omega Pharma-Lotto    | 20    |
| 20   | Team Milram           | 19    |
| 21   | Acqua & Sapone        | 18    |
| 22   | Footon-Servetto       | 4     |

| Pos. | Nazione       | Punti |
| ---- | ------------- | ----- |
| 1    | Italia        | 542   |
| 2    | Australia     | 236   |
| 3    | Spagna        | 198   |
| 4    | Kazakistan    | 85    |
| 5    | Francia       | 80    |
| 6    | Germania      | 52    |
| 7    | Stati Uniti   | 46    |
| 8    | Russia        | 41    |
| 9    | Croazia       | 38    |
| 10   | Paesi Bassi   | 36    |
| 11   | Svizzera      | 24    |
| 11   | Nuova Zelanda | 24    |
| 13   | Regno Unito   | 20    |
| 14   | Svezia        | 16    |
| 14   | Danimarca     | 16    |
| 14   | Colombia      | 16    |
| 14   | Belgio        | 16    |
| 18   | Giappone      | 4     |